# Општина Фартацешти (Валча)
Фартацешти (рум. Fârtãţeşti) општина је у Румунији у округу Валча.
Oпштина се налази на надморској висини од 301 m.